# Zeuxine flava
Zeuxine flava là một loài thực vật có hoa trong họ Lan. Loài này được (Wall. ex Lindl.) Trimen miêu tả khoa học đầu tiên năm 1885.